# 西妻多喜男
西妻　多喜男（にしづま たきお、1954年3月12日 - ）は、日本の元ラグビー選手（7人制ラグビー男子日本代表）。実業家。

## 概要
福岡県出身。福岡県立福岡高等学校を経て、明治大学卒業。
福岡高校時代からラグビーで活躍し、明大進学後もラグビー部でロックのレギュラーを務める。4年時には、同期の松尾雄治（日本代表、TVパーソナリティ）、笹田学（日本ラグビーフットボール協会理事、横河電機常務）、阿刀裕嗣（日本代表、TVパーソナリティ）などと共に、全国大学ラグビーフットボール選手権大会で優勝を遂げた。更に、大学と社会人の優勝チーム同士が勝負する日本ラグビーフットボール選手権大会で、社会人代表の三菱自動車工業京都を破り、日本一となった。また、7人制ラグビー男子日本代表に選出された。
明大卒業後は三菱重工業に入社し、地元九州の長崎造船所で副所長を務めたのち、2013年には執行役員経営総括部長兼企画管理部長に就任。2014年には、三菱重工業と日立製作所との火力発電事業統合会社として、三菱日立パワーシステムズが設立されたのに伴い、常務執行役員として赴任し、2016年4月副社長に就任。12月退任。
ラグビーに於いては、長崎県ラグビー協会会長などを務める一方、解説者や「ラグビーマガジン」への定期連載なども行い、明治大学ラグビー部OB会副会長や三菱重工長崎ラグビー部後援会長なども務めた。

## 参考
- 三菱重工業役員人事
- 週末は“別人”／三菱重工業執行役員・西妻多喜男氏−ラグビーの縁、人生の肥やしに